# Hermanos Pâris

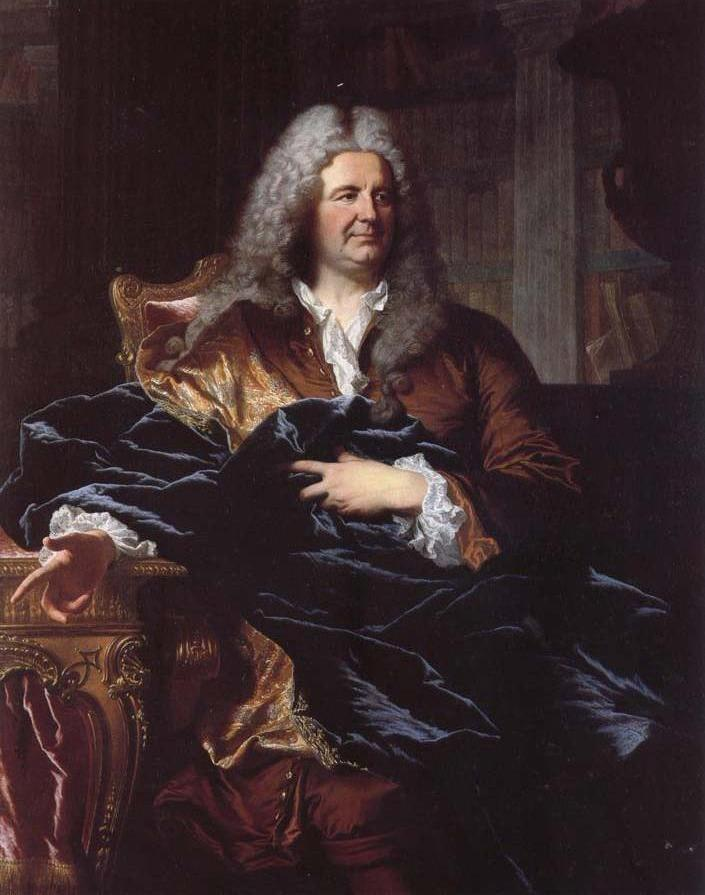
Antoine Pâris (1668-1733).

Los Hermanos Pâris es el nombre por el que fueron conocidos los cuatro financieros franceses de los siglos XVII y XVIII Antoine Pâris, llamado el Grand Pâris (1668-1733), Claude Pâris, (1670-1745), Joseph Pâris llamado Duveney (1684-1770) y Jean Pâris, llamado de Montmartel (1690-1766).

## Un origen modesto
Los cuatro hermanos eran originarios de Moirans, Delfinado, donde sus padres tenían una posada. Se pusieron a las órdenes de los proveedores en el escuadrón de avituallamiento de las armadas francesas en Italia.

## Una increíble ascensión
Los dos hermanos mayores se fueron a París a trabajar en el cuerpo de los municionarios, un poco más tarde los hermanos menores se reunieron con ellos. Los cuatro evolucionaron rápidamente en sociedad hacia posiciones cada vez más importantes.

## Una influencia importante
Los Pâris se enriquecieron y crearon una red de relaciones en las más altas esferas de la corte durante los reinados de Luis XIV y de Luis XV, después del fallecimiento del Cardenal Fleury que ocupaba el cargo de primer ministro, se beneficiaron de la influencia de Madame de Pompadour.
Pâris de Montmartel fue el padrino de la marquesa de Pompadour y llegó a pensarse que también su padre, pues fue uno de los amantes de su madre.
- Datos: Q3089465